# Stanisław Mieczyński
Stanisław Wiktor Mieczyński (ur. 3 lutego 1842 w Trojanowie, zm. 25 maja 1910 w Warszawie) – polski nauczyciel, tłumacz, encyklopedysta, działacz patriotyczny .

## Życiorys
W latach 1876–1895 wykładał język polski w Szkole Handlowej im. Leopolda Kronenberga w Warszawie. Po wyrzuceniu z uczelni za działalność patriotyczną został wykładowcą Uniwersytetu Latającego. Za złożenie bukietu fiołków w rocznicę Konstytucji 3 maja aresztowany przez tajną policję rosyjską i wysłany na trzyletnią zsyłkę do Odessy  .

## Publicystyka i pisarstwo
Był encyklopedystą, sekretarzem redakcji „Encyklopedii wychowawczej” oraz współredaktorem drugiej edycji „Encyklopedii Powszechnej" Orgelbranda z 1872 . Uprawiał także publicystykę z zakresu pedagogiki oraz dydaktyki zamieszczając swoje artykuły w „Przeglądzie Pedagogicznym”, „Roczniku Pedagogicznym”, „Ateneum”, „Poradniku dla Samouków” i innych. Był członkiem redakcji oraz współautorem pierwszego tomu monografii zbiorowej poświęconej Szkole Głównej Warszawskiej „Wydział Filologiczno-Historyczny” .
Był tłumaczem, który na zesłaniu przetłumaczył na język polski kilka dzieł z języka niemieckiego:
- Hellada i Roma, tłum. E. Guhla i W Konera (1896),
- Odrodzenie i humanizm we Włoszech, tłum. L. Geigera, (1896),
- Dzieje Polski, tłum. J. Caro (1897-1900)